# Kanton Clisson
Kanton Clisson (fr. Canton de Clisson) je francouzský kanton v departementu Loire-Atlantique v regionu Pays de la Loire. Tvoří ho sedm obcí.

## Obce kantonu
- Boussay
- Clisson
- Gétigné
- Gorges
- Monnières
- Saint-Hilaire-de-Clisson
- Saint-Lumine-de-Clisson